# جيلين نورثيست تايجرز
جيلين نورثيست تايجرز (بالصينية: 吉林九台农商行东北虎篮球俱乐部) هو فريق كرة سلة صيني تأسس في سنة 1956 يقع في تشانغتشون، جيلين، الصين. يلعب في الرابطة الصينية لكرة السلة.